# Almería (provins)
Almería är en provins i södra Spanien i den östra delen av den autonoma regionen Andalusien. Den omges av provinserna Granada, Murcia och Medelhavet. Provinsens huvudstad är Almería.

## Historia
Under taifaperioden styrdes provinsen av Banu Al-Amiri) mellan 1012 och 1038, inom Valencias taifa mellan 1038 och 1041 och därefter inom Zaragoza under Banu Edin-dynastin (Benedín) fram till att Almoraviderna erövrade den 1091. Några århundraden senare blev den en del av kungadömet Granada.
Medeltidens folk hade kontakt med civilisationer runt hela Medelhavet. Detta visas i de samhällen som grundades på 700-talet, Abdera (Adra) och Barye (Villaricos), som var de viktigaste för fiske och för kontakterna med grekiska sjöfarare.

### Förhistorisk tid
Den feniciska kontrollen övergick till karthageserna när den puniska befolkningen ökade på Iberiska halvön, en kontroll som upphörde 209 f.Kr. under det Andra puniska kriget. Det finns rester kvar från feniciernas och karthagesernas tid i Vera, Los Vélez och Dalías.

### Antiken och den visigotiska tiden
Almería blev romerskt under Scipio Africanus krig mot Karthageserna. Romarna byggde upp provinsorganisationen, vägar, skattesystem och arbetade systematiskt med gruvresurserna som till exempel Macaels marmortillgångar. Varorna från området blev kända, som till exempel den, på den tiden berömda smakrika fisk- och kryddsåsen, vars recept fortfarande inte är känt. I Adra, Torregarcía och i huvudstaden, i Parque Nicolás Salmerón, är saltgruvor och köttfabriker från den tiden bevarade, liksom Dionisio de Chirivel, Berjasarkofagen, Daymún (begravningstemplet från den romerska tiden) samt bron och resterna av den romerska vägen i Bayyana i utkanten av huvudstaden.
Almeria blev senare ockuperat av vandaler och visigoter. Efter en kort period av bysantinsk ockupation, integrerades 621 Almería definivt i visigoternas kungadöme och bysanterna fördrevs från området. Under de åren behöll befolkningen i Abdera, Urci och Baria sin betydelse.

### Den muslimska perioden
Almerías huvudsakliga historia börjar 713 av berber och Jemeniter vars effektivitet ledde till att landskapet och jordbruket omdanades.
Den muslimska perioden delas in i två faser, separerade med en kort period av kristen ockupation mellan 1147 och 1157 då Alfons VII av Kastilien ockuperade provinsen. Även om det var under en kort period så innebar den att avbrott i det muslimska Almerías tillväxt. Den första fasen pågick mellan 955 och 1147 och den andra fasen mellan 1157 och 1489.
Förebilden under perioden mellan 955 och 1147 hade sin grund i början av 700-talet då samhällen byggdes vid floden Andarax, som då låg i höjd med det som idag är Juaida. Ett var Bayyana som är dagens Pechina. Dess strategiska läge gjorde att det blev ett kommersiellt center som grundlade det som kallades marinrepubliken Pechina. Det var inte bara materiellt som Andarax blev rikt, utan även andligt. Som en följd av detta blev Pechina vaggan för de viktigaste iberiska sufisterna.
Föregångaren till huvudstaden Almería är Pechina, eftersom det kort efter dess grundande skapades en kustbefästning som fick namnet Al Mariyyat Bayyana.
År 955 beordrade Abd ar-Rahman III att påbörja byggandet av en fästning för att skydda området mot hot från Tunisien. Det blev det största muslimska fortet i Spanien och Europa med 43 000 kvadratmeter vilket gjorde att han kunde inhysa 20 000 man, kungar och även befolkning om staden skulle anfallas. Senare byggdes fästningen om och utvidgades av muslimska och katolska kungar. Fördrivningen av Kalifatet Córdoba ökade taifornas kungars betydelse och Almerías förste kung byggde om fästningen.
Huvudstaden Almería blev viktigare än Bayyana. Där byggdes bland annat en stor moské (den nuvarande San Juan-kyrkan) och en livlig hamn som med åren kom att bli den viktigaste kommersiella hamnen under Al-Andalus. Detta gjordes under Almerías första historiska glansperiod. Därefter byggdes en mur runt staden och innanför den, en klassisk arabisk stadsplan och tre stadsdelar; Al Hawd, Musalla och Medina.
Provinsen styrdes mellan 1052 och 1091 av den poetiske kungen Al Mutasim, som tillförde provinsen författare och forskare. Bevattningssystem infördes, i städerna byggdas bad och moskéer, i hamnen blomstrade handeln med bland annat silke och frukter.
Almerías taifa avslutades med Almoravidernas invasion, men förblev ett handelscentrum som eftertraktades av de kristna. Alfonso VII beslutade sig för att erövra staden med hjälp av katalaner, franker, pisanos och genovser. Arméerna gick in istaden 17 oktober 1147. Detta ledde till ett avbrott i tillväxten både för huvudstaden och provinsen.
Almería blev åter muslimskt då den erövrades av almohaderna, men staden återgick aldrig till sin forna glans. På 1200-talet ingick provinsen i kungadömet Granada som styrdes av Muhammad ibn Nasr och som försökte att rekonstruera staden utan större framgång. En torka 1227 förstörde jordbruket och kommersen i hela provinsen. 
1489 erövrade katolska kungar Almería, vars befolkning, med undntag för mudéjaresrebellerna, kapitulerade frivilligt.

## Geografi
Provinsens area är 8 769 km². Invånarantalet är 546 499 (2002) med en densitet på 62,32/km². Den innefattar 101 kommuner.
Almeria är en av de bergigaste provinserna i Spanien. 46% av befolkningen bor i bergsområdena, 34% i höglänta områden och 19% på slätterna. Bergen ingår i Penibéticosystemet.
Provinsens högsta berg är Chullo som når 2 609 meter över havet och ligger i Almeríadelen av Sierra Nevada mot gränsen till Granada. Övriga höga toppar är Almirez (2 518 meter) och Morrón (2 236 meter) i Sierra de Gádor, Calar Alto (2 168 meter) och Tetica de Bacares (2 080 meter) i Sierra de los Filabres samt Pico de María i Homónimabergen.
Kusten är 219 kilometer lång med vikarna Gata, Punta och Sabinar. Utanför kusten ligger bland annat de små öarna San Andrés och Alborán som är viktiga områden för natur och fiske. Namnet Alborán kommer av de pirater, Borán, som använde ön som sin bas. Den ingår i kommunen Almeria.

## Klimat
Europas enda öken finns i Almería och är en del av nationalparken Parque Nacional de Sierra Nevada i Sierra Nevada som även är en del av Granada.
Ökenklimatet i provinsen minskar risken för hydrografisk påverkan på de vägar som går nära vattnet i kustområdena. Floderna har mestadels tappat sitt vatten då de når sina mynningar, men de innehåller mycket vatten på vägen dit. De viktigaste floderna är Almanzora, Andarax, Grande de Adra, Alías och Río de Aguas. Río de Aguas är den viktigaste floden i Sorbassystemet.

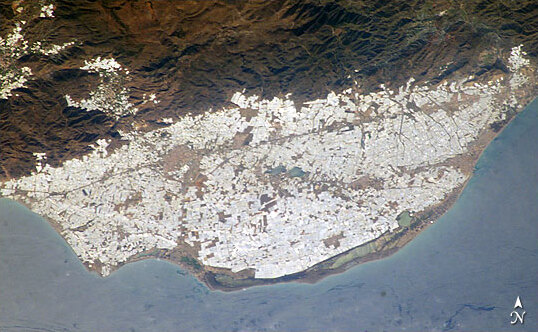
Grönsaksodlingar i växthus (bilden: satellitfoto över "Mar de plástico" väster om Almería) är en av provinsens viktigaste inkomstkällor.

Ökenlandskapet och klimatet som är en karaktäristisk del av provinsen har använts för inspelningar av västernfilmer, speciellt på 1960-talet. Tack vare efterfrågan på dessa platser så byggdes flera västernstäder upp nära Tabernasöknen. Filmer som Den gode, den onde, den fule, För en handfull dollar, 800 Bullets, stora delar av Lawrence av Arabien och Patton – Pansargeneralen spelades in i öknen.

## Ekonomi
Den viktigaste ekonomiska aktiviteten är växthusproduktionen. Miljontals ton grönsaker exporteras till Europa och andra delar av världen varje år. Även turismen är viktig tack vare det soliga klimatet och turistområden omkring till exempel Roquetas de Mar, Aguadulce, Almerimar, Vera och Cabo de Gata.
Den huvudsakliga industriella aktiviteten är marmorbrytningen i Macael (Comarca del Marmol) i Sierra de los Filabres där produktionen överstiger 1,3 miljoner ton varje år. Cantoria, Fines, Olula del Rio och Purchena i Alto Almanzora-dalen har blivit ett kommersiellt område med stor import, export och sysselsättning inom marmorindustrin. Turistanläggningar efter hela Spanienkusten har drivit på efterfrågan och fört med sig moderniseringar. Små jordbruksbyar har gjort att antalet datoriserade fabriker har ökat.
Det tysk-spanska Calar Alto ett av de viktigaste astronomiska observatorierna i Spanien. Franska Michelin har ett forskningscenter i Cabo de Gata och i Tabernasöknen finns ett forskningscenter för solenergi.